# ФК Алки
Алки Ороклини (на гръцки:Αλκή Ορόκλινη) е кипърски футболен клуб от село Ороклини, окръг Ларнака. Състезава се във втора киъпрска дивизия. Играе мачовете си на стадион „Аммохостос“ в Ларнака с капацитет 5500 зрители.

## История
Основан е през 1979 г., а на 10 април 2014 година съветът на директорите на клуба изменя ивето на „Алки Ороклини“

## Успехи
- Кипърска Първа Дивизия:
  - 11-о място (2): 2017/18, 2018/19
- Кипърска Втора Дивизия:
  -  Шампион (1): 2016/17
- Кипърска Четвърта Дивизия:
  -  Шампион (1): 2014/15

## Бивши български футболисти
- Радослав Василев: 2017 - (14 мача - 1 гол)
- Христиан Фоти: 2019/21 - (0 мача - 0 гола)
- Орлин Старокин: 2018/19 - (24 мача - 1 гол)